# Londres 2012 (historieta)
Londres 2012 es una historieta de la serie de Mortadelo y Filemón creada en el año 2012 por el historietista español Francisco Ibáñez.

## Trayectoria editorial
Se publicó en formato álbum en el número 151 de Magos del Humor en 2012. Además por primera vez la historieta apareció simultáneamente en castellano y catalán.

## Argumento
Debido a la crisis económica los mandatarios han acordado que en las olimpiadas de Londres 2012 primará la austeridad. Los atletas se desplazarán a Inglaterra a remo, dormirán en albergues, compartirán equipamiento y vestuario, etc. Sin embargo, se sospecha que algún país quiere saltarse el acuerdo y pagar grandes sumas a sus atletas para ganar medallas. Mortadelo y Filemón han de infiltrarse como encargados de equipamiento de la delegación española para vigilar si hay deportistas viviendo por encima de sus posibilidades y detectar a los sobornadores.